# Gotowość percepcyjna
Gotowość percepcyjna – subiektywna ocena prawdopodobieństwa (oczekiwania) zajścia zdarzeń sensorycznych, od której zależy dostępność kategorii. Osobie o dużej gotowości percepcyjnej wystarcza minimalna informacja na wejściu, do spostrzegania, co się przed nią znajduje, i do przewidywania, co prawdopodobnie może się przed nią znaleźć.
Funkcje:
- minimalizacja właściwej danemu otoczeniu wielkości zaskoczenia
- maksymalizacja osiągalności poszukiwawczych zdarzeń lub obiektów